# Garron Bridge

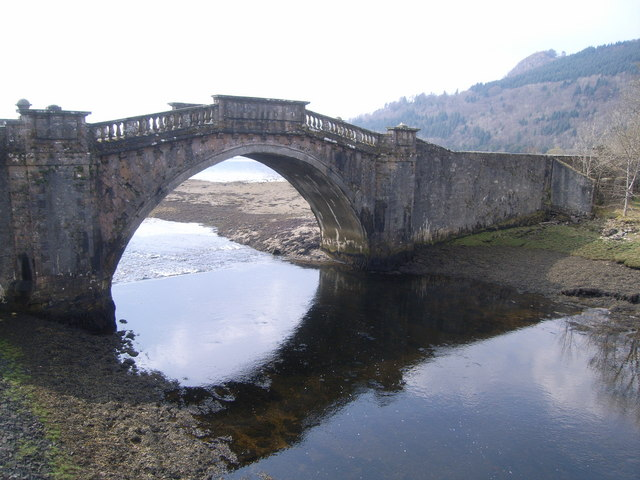
Garron Bridge

Die Garron Bridge, auch Shira Bridge oder Gearr Abhainn Bridge, ist eine steinerne Bogenbrücke über den Gearr Abhainn, wie das letzte Teilstück des Shira nach dem Ablauf aus dem Dubh Loch genannt wird. Sie befindet sich im Osten der schottischen Council Area Argyll and Bute nahe der Stadt Inveraray. Ehemals verlief die A83, die den Süden der Region bis zur Halbinsel Kintyre an den Central Belt anschließt, über diese Brücke. Die Brücke wurde dann durch eine neue, direkt nördlich verlaufende Straßenbrücke ersetzt. 1971 wurde die Garron Bridge in die schottischen Denkmallisten in der höchsten Kategorie A aufgenommen. Die Garron Bridge gehörte ehemals zu der westlich gelegenen Garron Lodge, die ebenso wie die Ziermauer zwischen Gebäude und Brücke ebenfalls als Kategorie-A-Denkmal gelistet ist. Als Architekt der 1747 gebauten Brücke fungierte Robert Morris.

## Beschreibung
Die aus Bruchstein bestehende Brücke besitzt einen einzelnen Segmentbogen. Sowohl der Bogen als auch die Pfeiler weisen Verzierungen auf; die Pfeiler schließen mit Zierkugeln ab. Die Fahrbahn ist beidseitig durch eine Balustrade begrenzt. Die ursprüngliche gepflasterte Fahrbahn ist unter neueren Lagen noch in sehr gutem Zustand erhalten. Anhand deren Verlauf wird deutlich, dass die Straße einst einen steileren Bogen über die Brücke beschrieb, der im Laufe der Jahre abgeflacht wurde. Insgesamt wurden ein Fahrbahnbelag aus dem Viktorianischen Zeitalter und sechs weitere aus dem 20. Jahrhundert gefunden.